# لوز إيلينا غونزاليس
لوز إيلينا غونزاليس (بالإسبانية: Luz Elena González)‏ هي مقدمة تلفزيونية وعارضة وممثلة مكسيكية، ولدت في 22 أغسطس 1974 في غوادالاخارا في المكسيك.

## وصلات خارجية
- لوز إيلينا غونزاليس على موقع IMDb (الإنجليزية)
- لوز إيلينا غونزاليس على موقع قاعدة بيانات الفيلم (الإنجليزية)